# Afanasev-Makarov AM-23
El Afanasev-Makarov AM-23 es un cañón automático soviético que ha sido empleado a bordo de varios aviones de la Fuerza Aérea Soviética. Su número GRAU era 9-A-036. Era frecuentemente empleado como reemplazo del Nudelman-Rikhter NR-23, que tenía una menor cadencia de disparo. 

## Historia y desarrollo
En 1953 entró en servicio con la Fuerza Aérea Soviética el primer bombardero estratégico de reacción, el Tu-16. Se necesitaba un nuevo cañón automático de 23 mm para instalarse en las torretas del bombardero, que supuestamente sería más compacto y tendría una mayor cadencia que el NR-23. Los diseñadores Nikolai M. Afanasev y Nikolai F. Makarov del buró de diseño TsKB-14 agrandaron la ametralladora pesada Afanasev A-12,7 para crear un cañón automático de 23 mm. El TKB-495 (TKB - Tulskoye Konstruktorskoye Byuro – Buró de diseño de Tula) alcanzó una cadencia máxima de 1.350 disparos/minuto durante las pruebas y en mayo de 1954, duplicó la cadencia del NR-23. Fue oficialmente designado AM-23 en honor a sus diseñadores.
El Tu-16 estaba armado con 7 cañones automáticos Afanasev-Makarov AM-23. Un solo cañón iba fijado en el morro del avión, mientras los demás iban en parejas en las torretas. El bombardero Tu-95 en la mayoría de sus versiones iba armado con 6 cañones automáticos Afanasev-Makarov AM-23 situados en tres torretas. Posteriormente, la torreta de cola del Tu-95 fue completamente reemplazada con una instalación de contramedidas electrónicas, que dio origen al Tu-95MS. Además del Tu-16 y el Tu-95, el cañón automático Afanasev-Makarov AM-23 también fue instalado a bordo del Antonov An-8, An-12B, B-8, B-10, Ilyushin Il-54, Il-76, Myasishchev M-4, los bombarderos 3M y M-6, así como en aviones de carga.
El Afanasev-Makarov AM-23 también fue adaptado para su empleo a bordo de buques de guerra, siendo designado AN-23 e instalado a bordo de los hidroalas Proyecto 125.
China compró una licencia para producir una copia del Afanasev-Makarov AM-23, que fue designada Tipo 23-2. 

## Mecanismo
El Afanasev-Makarov AM-23 es accionado por gas y tiene un cerrojo en forma de cuña que se mueve verticalmente. Dos levas articuladas son pivotadas por el movimiento del portacerrojo. La leva superior, más larga es empleada para extraer el cartucho de la cinta e introducirlo en la recámara. Una uña extactora en su extremo delantero es empleada para extraer el casquillo vacío. La leva inferior sobresale en el cajón de mecanismos y tiene un entalle en U en su extremo inferior. Mientras el portacerrojo avanza y retrocede, un tetón en el cajón de mecanismos se encaja en este entalle para guiar las levas. La ametralladora pesada Afanasev A-12,7 y el cañón automático ZSU de 23 mm son esencialmente idénticos en su diseño y mecanismo.
El Afanasev-Makarov AM-23 se distingue del ZSU por tener un amortiguador de gas en lugar del muelle con disco del ZSU. Los gases del disparo desviados hacia el amortiguador son empleados para reducir el impacto del portacerrojo contra el extremo posterior del cajón de mecanismos. El gas comprimido dentro del amortiguador es empleado para imprimir una considerable velocidad de avance al portacerrojo. La cinta de munición puede alimentarse tanto desde la izquierda como la derecha. Los casquillos vacíos son eyectados a través de una portilla en el fondo del cajón de mecanismos, mientras que los eslabones de cinta caen del mecanismo de alimentación por el lado opuesto a su ingreso. Se usa un mecanismo neumático para recargar el cañón en vuelo y liberar encasquillamientos.   

## Munición

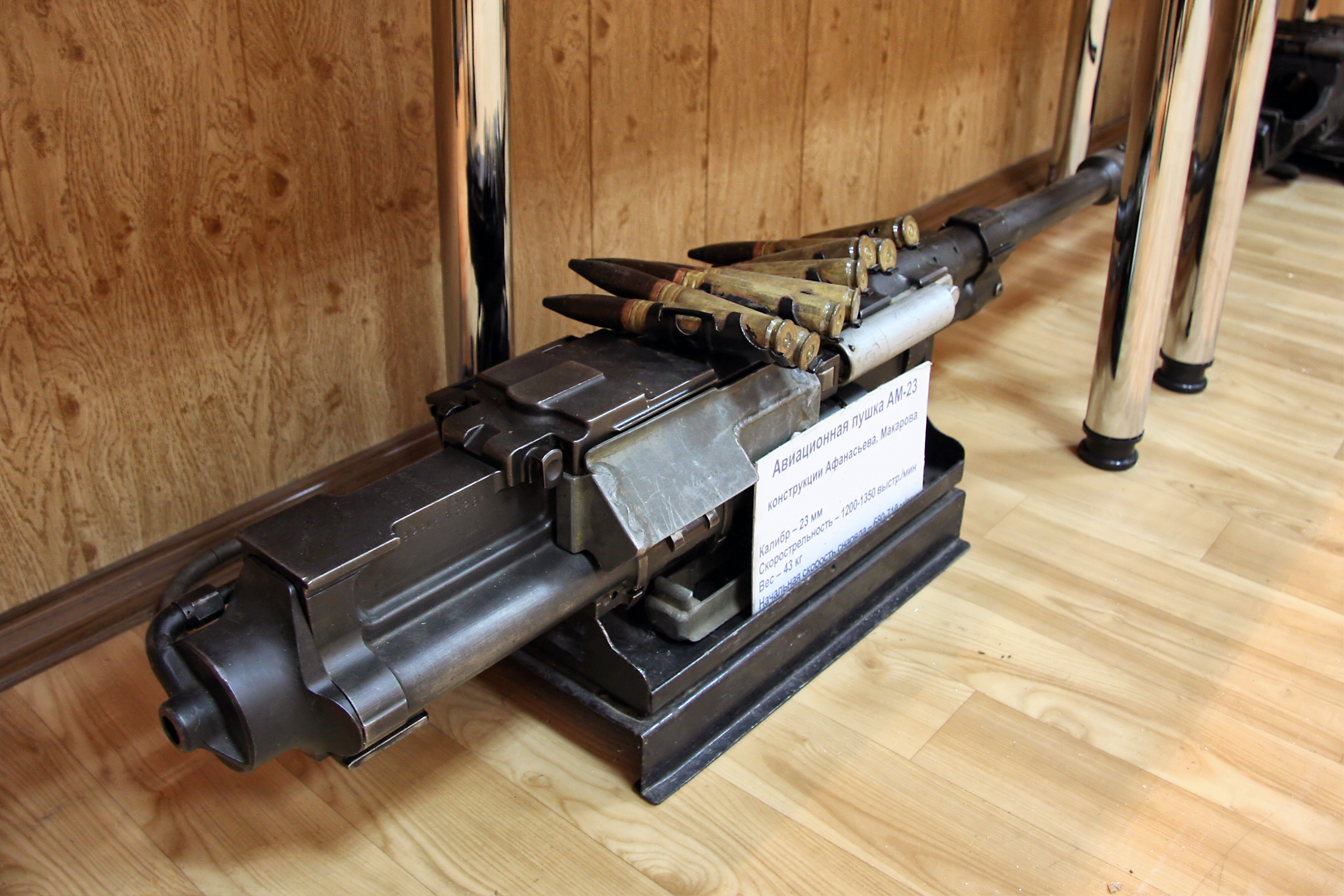
El Afanasev-Makarov AM-23 del Museo de la aviación de largo alcance.

Para el Afanasev-Makarov AM-23 se desarrolló una nueva serie de proyectiles 23 x 115 mejorados. Estos empleaban una nueva carga propulsora y tenían un mayor desempeño, incrementando la velocidad de boca desde un cañón corto.
Aunque las municiones del Nudelman-Suranov NS-23 y el Afanasev-Makarov AM-23 tienen las mismas dimensiones, está prohibido disparar munición del NS-23 y el NR-23 con el AM-23 o el GSh-23. Sin embargo, la munición del AM-23 puede dispararse con seguridad desde el NS-23 y el NR-23. Para distinguir rápidamente los cartuchos del AM-23 de los del NS-23, los del primero tienen una banda de color blanco de 4 mm de ancho pintada en sus proyectiles.
Los tipos de proyectiles disponibles incluyen incendiario de alto poder explosivo, trazador incendiario de alto poder explosivo, antiblindaje de alto poder explosivo, antiblindaje incendiario, antiblindaje incendiario trazador, dispersador de chaff, dispersador de bengalas y de práctica.     